# Amuletta abyssorum
Amuletta abyssorum là một loài chân đều trong họ Munnopsidae. Loài này được Richardson miêu tả khoa học năm 1911.